# Evenkia

Bandeira de Evenkia

O Distrito autônomo de Evenkia foi uma divisão federal da Federação Russa. A 1 de Janeiro de 2007 agregou-se ao Krai de Krasnoiarsk.